# Міхаель Шмід
Міхаель Шмід (нім. Michael Schmid, 18 березня 1984) — швейцарський фристайліст, олімпійський чемпіон із скікросу. Спортсмен року Швейцарії в номінації «відкриття року» (2010).
Міхаель Шмід розпочав брати участь у міжнародних змаганнях із скікросу в 2004. У 2006 він вперше зійшов на подіум, а в 2009 виграв етап Кубка світу.
Найбільший успіх прийшов до Шміда на Олімпіаді у Ванкувері, де він виборов золоту медаль і звання олімпійського чемпіона. Це були перші в історії змагання зі скікросу в олімпійській програмі. На шляху до перемоги Шмід упевнено перемагав у всіх чотирьох заїздах.